# Emma Fielding Baker
Emma Tyler Fielding Baker née le 5 décembre 1828 et décédée le 20 janvier 1916 est une Amérindienne membre de la tribu indienne Mohegan Pequot.
Elle est célèbre dans sa communauté pour avoir été une femme-médecin et une leader dans sa communauté. Elle reçut à titre posthume le titre de femme-médecin Mohegan en 1992. Les femmes-médecins étaient des porteuses de culture et avaient une connaissance approfondie des coutumes tribales ainsi que des qualités de chefferie. Elle était également historienne tribale et cheffe de cérémonie de la tribu Mohegan.

## Enfance et famille
Emma F. Baker est née dans le village de Mohegan (maintenant Fort Shantok, Montville, Connecticut) le 5 décembre 1828 de Francis Fielding et Rachel Commenwas Hoscott et d'une fratrie de dix enfants. 

## Leadership au sein de la tribu
En tant qu'adulte, Emma Baker aida à préserver les archives historiques tribales et les traditions orales devenant ainsi connue comme une porteuse de culture. Emma Baker épousa un Mohegan nommé Henry Greenwood Baker le 30 novembre 1854, qui fut le père de ses huit enfants.
En 1860, Emma Baker a été présidente de la Church Ladies Sewing Society, considérée comme une auxiliaire de l'église Mohegan. Ce groupe de femmes a travaillé pour préserver la culture Mohegan et, dans le cadre de leur rôle matriarcal au sein de la tribu, a considéré de nouveaux chefs et a décidé des revendications territoriales. Ce groupe se réunissait régulièrement à l'église Mohegan à Montville. Une des actions d'Emma Baker en tant que présidente fut de restaurer un ancien Festival du maïs (« Green Corn Festival ») surnommé le « Wigwam Festival » (« wigwam » signifiant « bienvenue » en Mohegan). Ce Festival honore à présent la culture tribale Mohegan et est organisé chaque année pendant le troisième week-end d'août. Ce festival se tient sur le terrain de l'église congrégationaliste des Mohegan (dont la terre appartenait à la tribu). La terre de la réserve a été par la suite revendue en lots privés et la tribu chassée. Emma Baker enseigna à l'école du dimanche à l'église Mohegan.
Elle fut élue présidente de la Ligue indienne de Mohegan en 1896. Elle représenta également la nation Mohegan devant la législature du Connecticut (entièrement blanche et entièrement masculine) dans le cadre d'une procédure judiciaire tentant de protéger la terre Mohegan et leurs sites sacrés. Elle a également présidé le conseil tribal Mohegan et a documenté la profanation du Norwich Royal Mohegan Burial Ground. Emma Baker a également prêté des « reliques indiennes » à la Converse Art Gallery à Norwich (Connecticut) pour une exposition en l'honneur de l'anniversaire de la ville le samedi 3 juillet 1909; cette exposition fut organisée par les Filles de la Révolution américaine. Longtemps après sa mort, elle fut élue membre du Temple de la renommée des femmes du Connecticut en 1994, à titre posthume.

## Héritage
Emma Baker était un «nanu» (mentor ou femme aînée respectée)  pour sa nièce Gladys Tantaquidgeon, en l'instruisant dans la spiritualité tribale  et la phytothérapie  qu'Emma Baker avait apprises de Martha Uncas, sa grand-tante.
Emma Baker décéda le 20 janvier 1916 et fut enterrée au Shantok Burial Grounds à Uncasville. Elle est immortalisée en 2017 par l'artiste Adam Chambers lorsqu'il créa son portrait pour l'un des onze ornements de l'un des 56 arbres représentant chaque État et Territoire américain au President's Park à Washington, DC. Elle fut sélectionnée car considérée comme une native du Connecticut ayant consacré sa vie à promouvoir la tolérance et la diversité.
Ralph W. Sturges (1918-2007), l'arrière-petit-fils d'Emma Baker, joua un rôle déterminant en aidant la tribu Mohegan à réaliser la construction du Mohegan Sun Casino sur 240 acres de terres de réserve de la tribu à Uncasville. Le casino ouvrit le 12 octobre 1996, quatre-vingts ans après la mort d'Emma Baker. Avec le produit de ce casino, la tribu Mohegan a pu contribuer pour 10 millions de dollars à la Smithsonian Institution pour la construction du National Museum of the American Indian.